# Condé Nast Publications
Condé Nast Publications – amerykańskie przedsiębiorstwo mediowe założone w 1909 roku przez Condé Montrose Nasta, a którego obecnym właścicielem jest Advance Publications. Jego siedziby znajdują się w One World Trade Center w Nowym Jorku i Londynie.
Od 2019 roku stanowisko CEO zajmuje Roger Lynch. Anna Wintour będąca od 1988 roku redaktorką naczelną amerykańskiej edycji „Vogue’a”, od 2013 roku pełni też obowiązki redaktora artystycznego wszystkich czasopism Condé Nast ukazujących się drukiem w Stanach Zjednoczonych.
Przedsiębiorstwo jest wydawcą takich magazynów jak: „Vogue”, „The New Yorker” i „GQ”.
W Polsce wydawane są dwa magazyny na licencji Condé Nast – „Glamour” (licencję na jego wydawanie ma Burda International Polska) oraz „Vogue Poland” (licencję ma Visteria).
Condé Nast jest właścicielem następujących marek:
- Allure(inne języki)
- Architectural Digest(inne języki)
- Ars Technica
- Bon Appétit
- Condé Nast Johansens
- Condé Nast Traveler(inne języki)
- Epicurious(inne języki)
- Glamour
- GQ (z GQ Style)
- House & Garden(inne języki)
- La Cucina Italiana(inne języki)
- Love
- Pitchfork
- Self(inne języki)
- Tatler(inne języki)
- Teen Vogue
- The New Yorker
- The World of Interiors(inne języki)
- Them(inne języki)
- Vanity Fair
- Vogue i marki powiązane[5]
- Vogue Business
- Wired